# 13 juin 2020
Le samedi 13 juin est le 165e jour de l'année 2020.

## Décès
- Yed Esaïe Angoran, Homme politique ivoirien[1].
- Dick Garmaker, Basketteur américain[2].
- Sarah Hegazi, Militante pour les droits LGBT égyptienne[3].
- Maurice Rajsfus, Historien, essayiste et militant communiste français[4].
- Jean Raspail, Écrivain, journaliste et explorateur français[5].
- Colo Tavernier, Scénariste britannique et française[6].
- Marc Zermati, Producteur français[7].

## Événements
- Après que les cas de covid-19 sont repartis à la hausse au Chili et que des journalistes ont découvert que le ministère de la Santé transmettait des chiffres sous-évalués aux médias, démission du ministre de la Santé Jaime Manalich[8] ;
- Le gouvernement de Somalie reconnaît Ahmed Madobe comme président de la région semi-autonome de Jubaland, mettant fin à la fois à la crise militaire entre les troupes du gouvernement central de Somalie et celles du Jubaland, et la crise diplomatiques entre les gouvernements de Somalie et du Kenya[9] ;
- En Chine, un camion-citerne explose accidentellement sur une autoroute proche de la ville de Wenling (Zhejiang) provoquant au moins 14 morts et 168 blessés[10].
- Au Nigeria, l'État islamique en Afrique de l'Ouest (ISWAP) mène plusieurs attaques coordonnées dans le nord-est :
  - des djihadistes arrivent en pick-up et engagent un affrontement avec une milice d'autodéfense locale pro-gouvernement qui défendait le village de Goni Usmanti, et s'en prennent aux villageois qui essayent de fuir, provoquant 38 morts (32 civils et 6 miliciens)[11] ;
  - en repartant, les assaillants croisent un camion de commerçants et l'incendient, nombre de morts inconnus, 2 survivants[11] ;
  - des membres de l'ISWAP, peut-être les mêmes, attaquent la garnison de Monguno, à une soixantaine de kilomètres à l'est de Goni Usmanti, causant 15 morts (9 soldats, 1 milicien et 5 civils) et au moins 37 blessés parmi les habitants de la garnison, tandis que les militaires les repoussent, tuant 20 djihadistes dans les affrontements[11] ;
  - pendant ce temps, d'autres insurgés incendient plusieurs bâtiments et véhicules devant un centre de travailleurs humanitaires de l'ONU proche de la garnison, et dépose une bombe devant la porte, mais celle-ci n'explose pas[11].